# Vatu-Nau (Ort)
Vatu-Nau (Vatunau, Vatunao)  ist ein osttimoresischer Ort im Suco Vatuvou (Verwaltungsamt Maubara, Gemeinde Liquiçá).

## Geographie und Einrichtungen
Das Dorf liegt an der Küste der Sawusee, im Nordwesten der Aldeia Vatu-Nau in einer Meereshöhe von 14 m und reicht bis in den Nordosten der Aldeia Raeme. Die Küstenstraße, die Maubara im Westen mit Vila de Liquiçá und Dili im Osten verbindet, führt durch den Ort, der sich von der Küste nach Süden hin ausdehnt. Westlich befindet sich das Dorf Raeme, westlich geht Vatu-Nau in das Dorf Mauboque über, dessen Zentrum im benachbarten Dato liegt. In Vatu-Nau münden die beiden aus dem Süden kommenden Flüsse Malukai und Palapu in die Sawusee.
In Vatu-Nau befinden sich die römisch-katholische Kapelle von Vatu-Nau, das Hospital Mauboque und die Grundschule Vatu-Nau.